# Capparis diversifolia
Capparis diversifolia là một loài thực vật có hoa trong họ Capparaceae. Loài này được Wight & Arn. mô tả khoa học đầu tiên năm 1834.